# 密朗·克拉默
密朗·凯迪·克拉默（英語：Myron Cady Cramer，1881年11月6日—1966年3月25日），是美国的法官，是远东国际军事法庭的审判法官之一，接替约翰·帕特里克·希金斯。

## 生平
1881年，出生于康涅狄克州波特兰。
1904年，毕业于维思大学。
1907年，毕业于哈佛大学，获法学士学位。
1914年，服兵役。
1920年，任军法总监部少校。
1941年，任陆军军法总监。
1945年，退役。
1946年，参与东京审判。
1966年，去世。